# John T. Watkins
John Thomas Watkins (* 15. Januar 1854 in Minden, Louisiana; † 25. April 1925 in Washington, D.C.) war ein US-amerikanischer Politiker. Zwischen 1905 und 1921 vertrat er den Bundesstaat Louisiana im US-Repräsentantenhaus.

## Leben

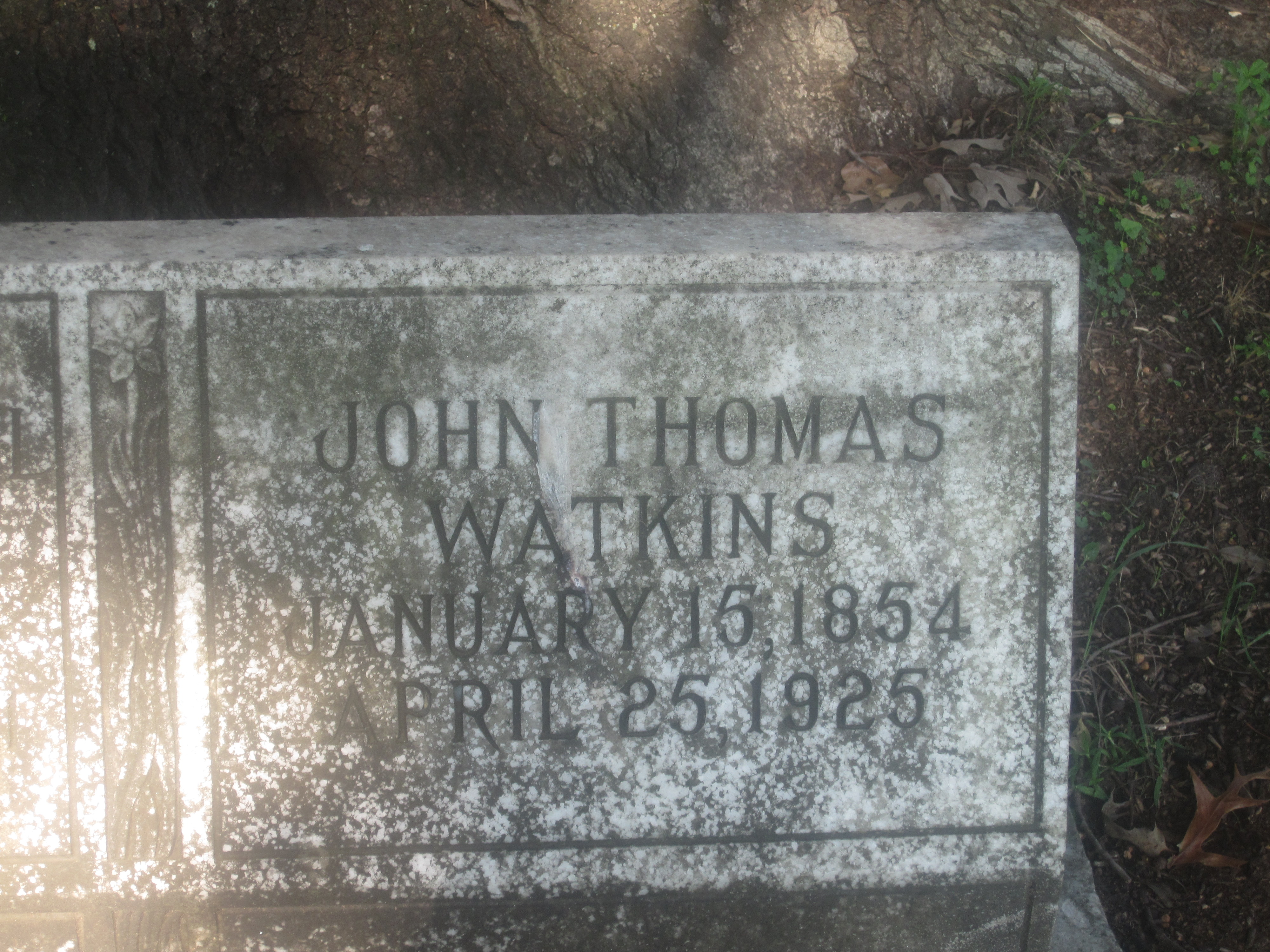
Watkins’ Grab in Minden

John Watkins besuchte die öffentlichen Schulen seiner Heimat und studierte anschließend drei Jahre lang an der Cumberland University in Lebanon, Tennessee. Nach einem anschließenden Jurastudium und seiner 1878 erfolgten Zulassung als Rechtsanwalt begann er in Minden in diesem Beruf zu arbeiten. Von 1892 bis 1904 fungierte Watkins als Richter. Danach setzte er seine Anwaltstätigkeit fort.
Politisch war Watkins Mitglied der Demokratischen Partei. Bei den Kongresswahlen des Jahres 1904 wurde er im vierten Wahlbezirk von Louisiana in das US-Repräsentantenhaus in Washington gewählt. Dort trat er am 4. März 1905 die Nachfolge von Phanor Breazeale an. Nach sieben Wiederwahlen konnte er bis zum 3. März 1921 acht Legislaturperioden im Kongress absolvieren. In diese Zeit fielen unter anderem der Erste Weltkrieg sowie die Verabschiedung des 16., des 17., des 18. und des 19. Verfassungszusatzes. Zwischen 1911 und 1919 war Watkins Vorsitzender des Ausschusses zur Überarbeitung der Gesetzgebung.
Im Jahr 1920 wurde er von seiner Partei nicht mehr für eine weitere Amtszeit nominiert. In den folgenden Jahren bis zu seinem Tod am 25. April 1925 praktizierte er als Anwalt in der Bundeshauptstadt Washington.